# 자오장구

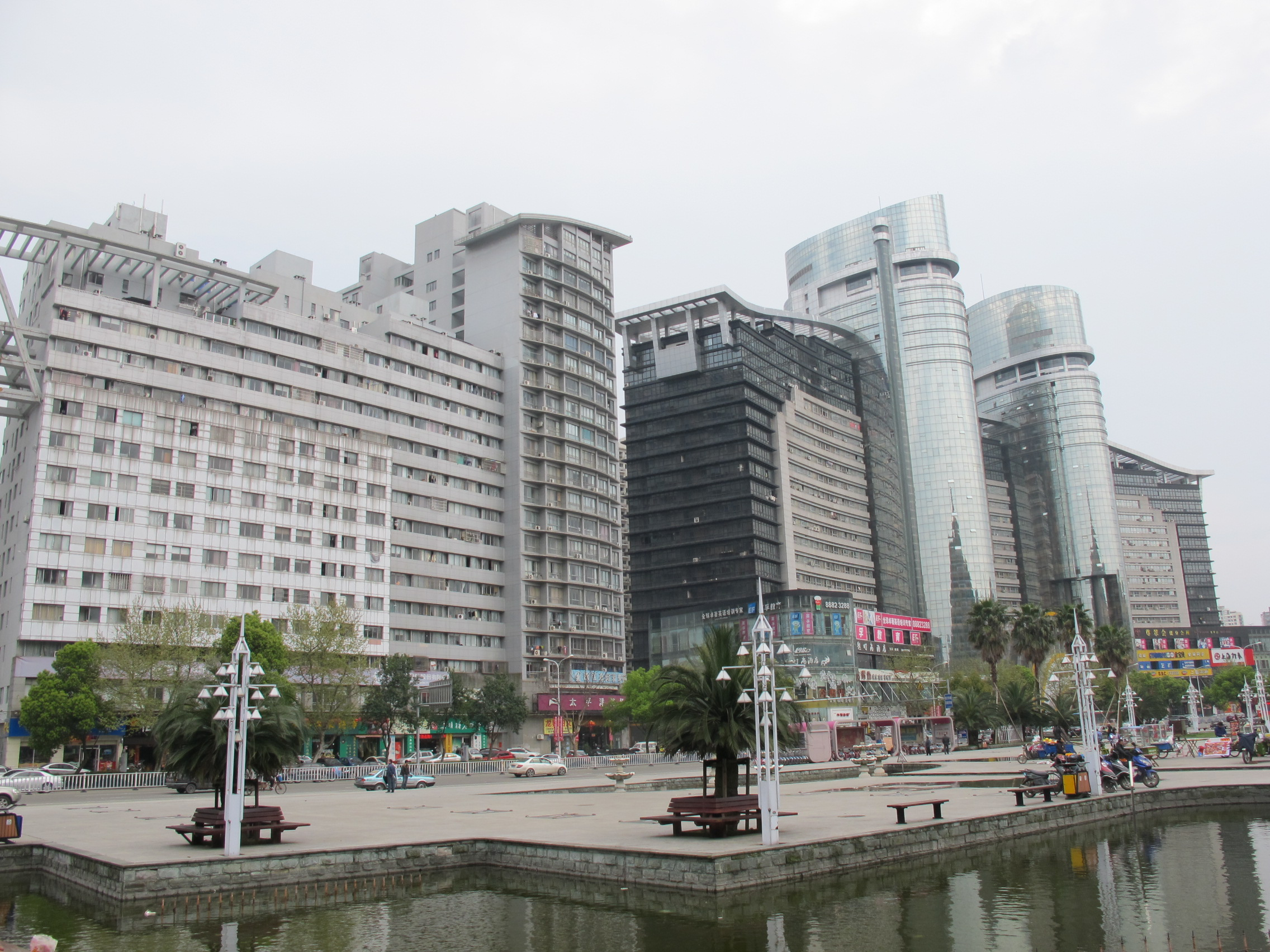

자오장구(한국어: 초강구, 중국어: 椒江区, 병음: Jiāojiāng Qū)는 중화인민공화국 저장성 타이저우시의 현급 행정구역이다. 넓이는 276km2이고, 인구는 2007년 기준으로 500,000명이다.

## 기후
연평균 강수량은 1500mm이고 연평균 기온은 17 °C이며 1월 평균 기온은 6 °C, 7월 평균 기온은 28 °C이다.

## 역사
1980년까지 구는 황옌의 담당이었고 하이먼구로 불렀다. 하이먼구는 1981년에 현급시로 승격되었고 장쑤성의 하이먼시와의 혼란을 피하기 위해 장닝으로 개명하였다. 1994년에 타이저우시가 설치되면서 자오장시는 구가 되었다.

## 행정 구역
8개 가도, 1개 진을 관할한다.
- 가도: 海门街道, 白云街道, 葭芷街道, 洪家街道, 章安街道, 下陈街道, 三甲街道, 前所街道.
- 진: 大陈镇.